# Bannaella
Bannaella es un género de arañas araneomorfas de la familia Dictynidae. Se encuentra en Yunan en China.

## Lista de especies
Según The World Spider Catalog 12.0:
- Bannaella sinuata Zhang & Li, 2011
- Bannaella tibialis Zhang & Li, 2011